# Washington Boulevard Building
El Washington Boulevard Building es un antiguo rascacielos de Detroit, Míchigan. Fue diseñado por Louis Kamper y finalizado en 1923.

## Características
El inmueble es un edificio de apartamentos de gran altura ubicado en 234 State Street en la esquina de esa calle y el Boulevard Washington en el Distrito Histórico de Detroit. El edificio, diseñado por Louis Kamper, fue construido de 1922 a 1923. Tiene 23 pisos, mide 77 metros y presenta una base de piedra caliza neoclásica. 
El inmueble se encuentra muy cerca de otros dos edificios de Kamper. Al otro lado del Boulevard se encuentra el Hotel Book-Cadillac, y cruzando la State Street está la Book Tower. Esto se debe a que los tres edificios fueron promovidos por los hermanos Book, que querían transformar la zona en el equivalente local de la Quinta Avenida de Nueva York. 
Junto con el Industrial Building y el Stevens Building, fue adaptado como vivienda para personas mayores en los años 2010. En enero de 2017, fue vendido al grupo Grupo Roxbury, que los renovó y los mantuvo como viviendas para personas mayores de bajos ingresos.